# Carl Wilhelm Hahn (Publizist)
Carl Wilhelm Hahn (* 8. Juni 1898 in Emden; † 18. Februar 1982 in Kiel, Name in Publikationen: Wilhelm Hahn) war deutscher Publizist, Historiker, Archivrat und Leiter des Landessippenamtes Schleswig-Holstein im NS-Regime. Als aktiver Antisemit,   NSDAP- und  SA-Mitglied war er für die Durchsetzung der NS-Rassenpolitik in Schleswig-Holstein und darüber hinaus von erheblicher Bedeutung. Nach dem Ende des Zweiten Weltkrieges gelang es ihm – mit tatkräftiger Unterstützung der Landeskirche Schleswig-Holsteins sowie von Politik und Verwaltung der Landesregierung von Schleswig-Holstein – schnell wieder Fuß zu fassen und seinen Einsatz für die NS-Rassenpolitik zu verschleiern. 

## Leben
Carl Wilhelm Hahn wurde am 8. Juni 1898 in Emden als Sohn des Inhabers eines Druckereibetriebes und Zeitungsverlegers Wilhelm Hahn und dessen Frau Henriette, geb. Begemann geboren. Nach dem Besuch des Gymnasiums in Hameln ab 1914 wurde er, zwei Jahre nach Ausbruch des Ersten Weltkrieges, 1916 als Achtzehnjähriger zum Kriegsdienst eingezogen. Er kämpfte an der französischen Front und in Flandern, wo er 1917 schwer verwundet wurde. 1918 holte er sein Abitur in Hameln nach und absolvierte von 1920 bis 1922 eine Ausbildung zum Schriftleiter (Redakteur). Danach studierte er an der Universität Göttingen Philologie, Germanistik und Geschichte. Nach seiner Promotion 1924 zog er nach Neumünster, wo er als Schriftleiter vom Holsteinischen Courier Anstellung fand.
1925 heiratete Wilhelm Hahn seine Frau, Luise Smidt, die Tochter des ostfriesischen Pastors Reinhard P. W. Smidt, der sich später ganz im Gegensatz zu seinem Schwiegersohn zum religiös begründeten, öffentlich in Predigten vertretenen Widerstand gegen den Nationalsozialismus entschloss. Kurz darauf wurde Hahn zum Hauptschriftleiter und Geschäftsführer der Nordfriesischen Rundschau in Niebüll (1926–1929) befördert. 1930 wurde er Leiter des Evangelischen Presseverbandes in Kiel, 1935 des landeskirchlichen Presseamtes, 1937 – ohne eine Fachausbildung zum Archivar – zusätzlich Kirchenarchivrat im Landeskirchenamt in Kiel und Dezernent für Archiv- und Kirchenbuchangelegenheiten. Daneben übte er bis 1943 ehrenamtlich das Amt des Geschäftsführers des Reichsverbandes der Deutschen Presse aus. Politisch war Wilhelm Hahn nationalistisch orientiert und zuerst Mitglied der DDP. Zum 1. April 1932 trat er der NSDAP (Mitgliedsnummer 1.048.417) und im selben Jahr der SA bei, in der er ab 1933 SA-Rottenführer war. Als Leiter des Landessippenamtes Schleswig-Holstein, ab 1943 im Rang eines Landesarchivrats, versuchte er, in Zusammenarbeit mit Kirchenstellen, zahlreiche regionale Sippenämter aufzubauen.
Carl Wilhelm Hahn publizierte viel. Seine Bibliographie listet mehrere hundert Publikationen auf. Er schrieb nicht nur journalistisch über die Tagespolitik, sondern auch über die lokale Geschichte, etwa über die friesische Sprache und Sitten, zur Geschichte des Buchdrucks sowie Biografien und Genealogien schleswig-holsteinischer Pastoren.
Als Leiter der landeskirchlichen Pressestelle unterstützte er offensiv die NS-Politik. Als Leiter des Landessippenamtes war er insbesondere verantwortlich für Ariernachweise, Familien- und bäuerliche Höfe-Forschung, Wanderungsbewegungen sowie biographische und lokale Kulturforschung. In diesen Funktionen war er als Schreibtischtäter wesentlich beteiligt und verantwortlich für die ideologische Propaganda des NS-Regimes im Allgemeinen und die Durchsetzung der NS-Rassenpolitik im Besonderen. So betonte er 1943 in den Beiträgen zur Judenfrage der Zeitschrift für schleswig-holsteinische Geschichte die Notwendigkeit der „restlosen Ausscheidung dieses Fremdkörpers“ (der Juden) aus dem deutschen Volk und aus den Völkern Europas. Später wandte er sich zwar gegen „Rassenfanatismus“, arbeitete aber – soweit bekannt – auch nach dem Krieg seine eigene Rolle bei der Unterstützung der NS-Rassenideologie nie selbstkritisch auf.
Nach Kriegsende suspendierte die britische Militärregierung Wilhelm Hahn am 26. Juli 1945 vom Dienst und inhaftierte ihn bis 1948 im Internierungslager im Kreis Gardelegen. Danach begann er seine Arbeit wieder am Landesarchiv, zunächst als Aushilfsangestellter und ab 1950 als verbeamteter Archivrat des Landesarchivs in Kiel. 1951 wurde er zur Pressestelle der Kieler Landeskanzlei abgeordnet, und seit 1957 war er wieder im Landesarchiv tätig. Anlässlich seiner Pensionierung mit dem Erreichen der Altersgrenze 1963 würdigten ihn lokale Medien wie die Kieler Nachrichten als angesehene Persönlichkeit des Landes, ebenso anlässlich seines Todes als unbescholtener Bürger 1982.

## Werke
- Der Kampf schleswig-holsteinischer Städte gegen die Judenemanzipation. In: ZSHG 70/71, 1943, S. 308.
- Die Papiermühle Rastorf in Schleswig-Holstein. In: Papiergeschichte, Bd. 14, H. 5/6 (1964), S. 57–60.
- Geschichte der Steinfurter Papiermühle. In: Papiergeschichte, Bd. 19, H. 3/4 (1969), S. 45–47.